# 太平 (柔然)
太平（たいへい）は、柔然の郁久閭豆崙の治世に使用された元号。485年 - 491年。

## 西暦・干支との対照表
| 太平 | 元年  | 2年   | 3年   | 4年   | 5年   | 6年   | 7年   |
| 西暦 | 485年 | 486年 | 487年 | 488年 | 489年 | 490年 | 491年 |
| 干支 | 乙丑  | 丙寅  | 丁卯  | 戊辰  | 己巳  | 庚午  | 辛未  |